# Martin Asplund
Martin Asplund, född 1970, är en svensk astronom som är verksam som forskningschef vid Max Planck-institutet för astrofysik i Garching bei München, Tyskland.
Asplund disputerade 1997 vid Uppsala universitet på en avhandling om variabla stjärnor. Hans forskning rör framför allt stjärnor och deras sammansättning. En ofta citerad forskningsartikel handlar om solens innehåll .